# The Twilight Saga: Breaking Dawn - Parte 2
(Tagline del film)
The Twilight Saga: Breaking Dawn - Parte 2 (The Twilight Saga: Breaking Dawn - Part 2) è un film del 2012 diretto da Bill Condon con protagonisti Kristen Stewart, Robert Pattinson e Taylor Lautner.
È la seconda parte di The Twilight Saga: Breaking Dawn - Parte 1, il quarto e ultimo adattamento cinematografico della serie di Twilight, gli omonimi romanzi fantasy di Stephenie Meyer. Negli Stati Uniti e in tutte le altre sale internazionali il film è uscito il 16 novembre 2012, mentre in Italia il 14 novembre.

## Trama
Il film inizia con il risveglio di Bella dopo la sua trasformazione in vampira. Ad attenderla c'è la famiglia Cullen ed in particolar modo il marito Edward.
Bella si rende subito conto dei cambiamenti subiti dal suo corpo e manifesta il desiderio di poter vedere sua figlia, che ha chiamato Renesmee ma, dal momento che la bambina è un ibrido e quindi in parte umana, questo desiderio non le viene concesso per tenere Renesmee al sicuro.
Bella viene accompagnata da Edward nella sua prima battuta di caccia, dove si imbatte per caso in un uomo ferito, venendo attratta dal suo sangue. Alla fine, la ragazza riesce a controllare la sua sete e a non attaccare l’umano, così punta su un cerbiatto, ma quando si accorge di un puma pronto a sbranarlo, Bella lo attacca.
Al loro rientro, le viene concesso di vedere sua figlia e Bella si rende subito conto che Renesmee cresce a vista d'occhio. Inoltre viene a conoscenza del dono mentale che possiede la bambina: infatti Renesmee riesce a trasmettere i propri pensieri attraverso il tatto, una sorta di capovolgimento del potere del capo dei Volturi, Aro. Bella viene anche a conoscenza dell'imprinting subito da Jacob nei confronti della bambina, che lui chiama con il diminutivo di "Nessie".
Successivamente, i due sposi ricevono in dono dai Cullen un cottage privato dove fanno l'amore per la prima volta dopo la trasformazione di Bella, trovando finalmente un equilibrio.
Intanto, Renesmee cresce sempre più velocemente, tanto da dimostrare quasi un anno d'età a pochi giorni dalla nascita.
L'imprinting subito da Jacob crea una tregua tra i licantropi e i Cullen.
Durante una battuta di caccia nei boschi, Renesmee viene notata da una vampira di nome Irina che, credendola una bambina immortale trasformata con un morso, pratica vietata tra i vampiri, informa immediatamente i Volturi.
Una visione di Alice avverte i Cullen che presto i Volturi li raggiungeranno per sapere la verità su Renesmee. I Cullen, allora, cercano un modo per informare i Volturi dell'errore di Irina e decidono di procurarsi una schiera di testimoni. Rispondono all'appello di Carlisle diversi vampiri, tra i quali il Clan di Denali, il Clan irlandese e il Clan Egizio.
I vampiri testimoni vengono ospitati a casa dei Cullen e, durante i preparativi per affrontare l'arrivo dei Volturi, Alice e Jasper lasciano la famiglia senza dare spiegazioni. L'unico indizio della loro partenza viene lasciato a Bella, che comincia ad indagare su questa loro improvvisa decisione. La ragazza scopre che Alice le ha lasciato un messaggio su una pagina de Il mercante di Venezia e, seguendo le varie tracce, trova l'indirizzo di un avvocato di Seattle che può falsificare documenti. Jasper lo ha ingaggiato per fargli avere dei documenti falsi per Jacob e Renesmee nel caso in cui si arrivasse a uno scontro con i Volturi, così da permettere ai due di scappare e mettersi in salvo.
Durante un'esercitazione con una vampira di nome Kate, Bella scopre di possedere un potere di schermatura dai poteri degli altri vampiri e si allena per estenderlo il più possibile.
Appena la neve è attecchita, i Volturi arrivano con tutta quanta la loro guardia al completo e i Cullen e i vampiri testimoni vengono affiancati dai licantropi.
Dopo aver argomentato con Carlisle, Aro si rende conto che Irina si era sbagliata e Caius, il terzo ed ultimo leader dei Volturi, la uccide davanti a tutti.
Nonostante nessuna legge vampirica sia stata violata, i Volturi valutano il pericolo di lasciare Renesmee in vita e decidono di mettere ai voti un eventuale scontro. A quel punto, Alice e Jasper fanno il loro ritorno con Huilen e Nahuel, quest'ultimo un ibrido come Renesmee, il quale però ha raggiunto una maturità fisica da un centinaio d'anni. La prova che la bambina non rappresenta un pericolo è ormai assodata e Aro decide di lasciar perdere, anche perché, dopo aver toccato Alice, costei gli trasmette immagini dal futuro, facendogli scoprire che, in un eventuale scontro, i Volturi verrebbero sconfitti tutti. Mentre i Volturi e la guardia se ne vanno, Aro si ferma e si gira indietro verso i Cullen, guardando precisamente Alice e Bella, sussurrando "Che magnifico bottino" e alla fine se ne va anche lui.
Dopo aver fatto ritorno alla dimora dei Cullen, i testimoni vampiri invitati da Carlisle ripartono, tornando ognuno alla propria casa. Mentre Renesmee saluta i visitatori, Edward rivela a Jacob di essere contento che Renesmee lo abbia accanto. Poco dopo, Alice ha una visione del futuro, che mostra Renesmee adulta insieme a Jacob su una spiaggia, facendo intuire che i due si fidanzeranno.
Alla fine di tutto, Bella permette ad Edward di entrare nei suoi pensieri, essendo ora capace di spostare lo scudo dalla sua mente. La loro eternità insieme ha finalmente inizio.

## Colonna sonora
Il 16 novembre 2012 è stata pubblicata la colonna sonora del film.

### Tracce
1. Passion Pit – Where I Come From – 3:39
2. Ellie Goulding – Bittersweet – 3:56
3. Green Day – The Forgotten – 4:59
4. Feist – Fire in the Water – 2:30
5. The Boom Circuits – Everything and Nothing – 4:25
6. St. Vincent – The Antidote – 3:39
7. POP ETC – Speak Up – 4:40
8. IKO – Heart of Stone – 3:53
9. A Boy and His Kite – Cover Your Tracks – 4:31
10. James Vincent McMorrow – Ghosts – 3:45
11. Paul McDonald e Nikki Reed – All I've Ever Needed – 3:56
12. Reeve Carney – New for You – 3:10
13. Christina Perri – A Thousand Years, Pt. 2 (feat. Steve Kazee) – 5:07
14. Carter Burwell – Plus Que Ma Propre Vie – 4:15

## Promozione
Dopo la comparsa sul web di alcune foto promozionali e di un'anteprima in versione bootleg, il 26 marzo 2012 è stato diffuso il primo trailer del film. Il breve video mostra la trasformazione in vampiro di Bella, e le prime reazioni di Edward e Jacob.
Il 13 giugno dello stesso anno è stata invece diffusa una foto con Edward e Bella assieme alla figlia Renesmee, seguita da altre foto e alcuni poster del film. In seguito, a luglio è stato pubblicato un teaser trailer di soli 10 secondi e poi successivamente il secondo trailer ufficiale.
In occasione del panel tenutosi al San Diego Comic-Con International 2012 sono stati mostrati 7 minuti del film, offrendo ai presenti l'opportunità di rivolgere le proprie domande al cast.
Il 6 settembre, durante gli MTV Video Music Awards 2012 è stato mostrato il terzo e ultimo trailer del film.
Il 2 ottobre è stato distribuito il poster finale.
Il 13 novembre, a Los Angeles, si è tenuta l'anteprima del film, con tutto il cast presente all'evento.

## Distribuzione
L'uscita nelle sale cinematografiche internazionali è stata il 16 novembre 2012, mentre in Italia il film è stato distribuito due giorni prima, ovvero il 14 novembre 2012.

## Accoglienza

### Incassi
La pellicola ha incassato in Italia € 16.066.000 nelle prime due settimane, superando gli incassi dei capitoli precedenti, e più di € 2.000.000 nelle prime 24 ore dopo l'uscita divenendo così uno dei maggiori esordi di sempre in Italia. In totale, il film ha incassato € 18.622.000 in Italia e $ 829.746.820 in tutto il mondo, superando gli incassi dei precedenti film della saga.

### Critica
Il film ha ricevuto critiche negative dalla gran parte dei critici cinematografici in Italia e nel mondo. Infatti, anche negli Stati Uniti il voto globale degli utenti non è sufficiente, per esempio, Internet Movie Database si attesta su 5.5/10, mentre il Rotten Tomatoes dà un voto di 5.19/10, con il 49% delle recensioni professionali positive.

## Riconoscimenti
- 2013 - People's Choice Awards
  - Vinto Miglior franchise seguito dai fan
- 2013 - Critics' Choice Movie Awards
  - Nomination Miglior franchise

### Razzie Awards
La pellicola riceve undici candidature alla 33ª edizione dei Razzie Awards, come i precedenti film della saga. Twilight Saga: Breaking Dawn - Parte 2 è il quarto film nella storia dei Razzies a ricevere più candidature di quante siano le categorie (undici candidature su dieci categorie); era successo anche ai film Il prezzo del successo (1983), Showgirls (1995) e Jack e Jill (2011). Il film si è aggiudicato sette premi.
- 2013 - Razzie Awards
  - Peggior film
  - Peggior regia a Bill Condon
  - Peggior attrice protagonista a Kristen Stewart
  - Peggior attore non protagonista a Taylor Lautner
  - Peggior prequel, remake, rip-off o sequel
  - Peggior cast
  - Peggior coppia a Taylor Lautner e Mackenzie Foy
  - Candidatura Peggior attore protagonista a Robert Pattinson
  - Candidatura Peggior attrice non protagonista a Ashley Greene
  - Candidatura Peggior sceneggiatura a Melissa Rosenberg e Stephenie Meyer
  - Candidatura Peggior coppia a Robert Pattinson e Kristen Stewart